# Viktor Fischer
Viktor Fischer (Aarhus, 9 juni 1994) is een Deense voormalige voetballer die doorgaans als linksbuiten speelde. Hij kwam uit voor AFC Ajax, Middlesbrough, FSV Mainz 05, FC Kopenhagen, Royal Antwerp FC en AIK. Met Ajax won hij tweemaal het Nederlands kampioenschap en eenmaal de Johan Cruijff Schaal. Fischer debuteerde in 2012 in het Deens voetbalelftal, waarmee hij deelnam aan het WK 2018. In 2023 stopte hij met professioneel voetbal door aanhoudende blessures.

## Clubcarrière

### Jeugd
Fischer speelde in de jeugd van Aarhus GF uit zijn geboorteplaats en werd in 2009 overgenomen door FC Midtjylland. Hij tekende op 19 april 2011 vervolgens bij Ajax. Fischer werd de derde Deense voetballer die op dat moment onder contract stond bij Ajax, na Nicolai Boilesen en Christian Eriksen.

### Ajax
In het seizoen 2011/12 nam Ajax deel aan The NextGen Series, een Europees voetbaltoernooi voor jeugdelftallen. Fischer wist tijdens het jeugdtoernooi in zes wedstrijden zeven keer te scoren en de aandacht te trekken van Europese topclubs. Vooral in de wedstrijden in de kwartfinale tegen Barcelona (3-0 winst) en halve finale tegen Liverpool (6-0 winst) viel Fischer op door zijn spel. Tegen Barcelona maakte hij twee doelpunten en verzorgde hij een assist en tegen Liverpool wist hij tot drie keer toe het net te vinden.
In de voorbereiding op het seizoen 2012/13 mocht Fischer aansluiten bij het eerste. Door vier keer te scoren in vijf wedstrijden wist hij indruk te maken en hield trainer Frank de Boer hem bij de selectie in het restant van de voorbereiding. Op 22 juli 2012 maakte Fischer zijn officieuze debuut in de Arena in een met 4-0 gewonnen wedstrijd tegen Celtic en werd hij meteen uitgeroepen tot man van de wedstrijd.
Fischer speelde zijn eerste officiële wedstrijd voor Ajax op 5 augustus 2012 in de strijd om de Johan Cruijff Schaal tegen PSV. De wedstrijd ging echter verloren met 4-2 en Fischer wist weinig indruk te maken. Hij werd daarna niet meer in de wedstrijdselectie opgenomen en moest zich via de beloften weer omhoog vechten. Op 20 oktober 2012 werd hij weer in de wedstrijdselectie opgenomen en maakte Fischer zijn competitiedebuut voor Ajax. In de uitwedstrijd bij Heracles Almelo verving Fischer in de 84ste minuut Lasse Schöne bij een 2-3 voorsprong. Het was allesbehalve een glanzend debuut, want Heracles wist met een late treffer nog 3-3 te maken nadat een doelpunt van Ryan Babel onterecht werd afgekeurd. Op 31 oktober speelde hij zijn eerste bekerwedstrijd en mocht hij in de basis starten, dit keer als middenvelder, waar hij eerst nog als linksbuiten werd gebruikt. In de derde ronde van de KNVB Beker nam Ajax het met een B-team op tegen ONS Sneek. De wedstrijd verliep slordig, maar Ajax wist met 2-0 te winnen, dankzij een doelpunt van Fischer die daarmee zijn eerste doelpunt voor het seniorenteam van Ajax maakte na een vrije trap van de debuterende Stefano Denswil. Zijn eerste Europese wedstrijd speelde hij op 6 november 2012. Fischer kwam in de Champions League uit bij Manchester City in de 87e minuut in de ploeg voor Christian Poulsen. In de uitwedstrijd tegen PEC Zwolle op 11 november 2012 stond Fischer voor het eerst in de basis. In deze wedstrijd scoorde hij zijn eerste twee competitiedoelpunten voor Ajax. In de topper tegen PSV op 1 december 2012 was Fischer de man van de wedstrijd; met een goal en een assist zorgde hij ervoor dat Ajax de wedstrijd met 3-1 won en het gat met de ploeg uit Eindhoven werd verkleind tot drie punten. Fischer scoorde op 20 januari 2013 tweemaal in de Klassieker tegen Feyenoord (3-0), waarmee Ajax op één punt van koploper FC Twente kwam. Op 16 februari werd bekendgemaakt dat Fischer en Ajax nagenoeg overeenstemming hadden bereikt over een nieuw contract tot medio 2017.
Op 2 november 2013 speelde Fischer zijn 50e officiële wedstrijd voor Ajax in de Eredivisiewedstrijd thuis tegen Vitesse. Fischer werd in de 83e minuut vervangen door Lasse Schøne in de wedstrijd die met 1-0 verloren ging. In de thuiswedstrijd tegen AZ op 23 februari 2014 moest Fischer in de twaalfde minuut het veld noodgedwongen verlaten wegens een blessure. Een dag later maakte Ajax bekend dat Fischer een scheur in zijn linkerhamstring heeft opgelopen. Fischer zou het resterende seizoen, waarin Ajax voor de 33e keer landskampioen van Nederland wist te worden, niet meer in actie komen.
Na afloop van de eerste openbare training in het seizoen 2014/15 gaf trainer Frank de Boer aan dat Fischer hoogstwaarschijnlijk pas weer na de winterstop in actie zou komen voor Ajax. Na ruim een jaar blessureleed maakte Fischer op 21 maart 2015 zijn rentree in de Eerste divisie uitwedstrijd van Jong Ajax tegen De Graafschap. Fischer begon in de basis en werd na rust vervangen door Elton Acolatse. In de weken erna zou Fischer nog drie wedstrijden voor Jong Ajax spelen. Hij liet tijdens deze wedstrijden een goede indruk achter en scoorde onder meer één doelpunt voor de beloften. Na ruim veertien maanden blessureleed keerde Fischer op 19 april 2015 terug in de wedstrijdselectie voor de wedstrijd tegen NAC Breda. In diezelfde wedstrijd maakte Fischer voor de eerste keer sinds zijn blessure weer minuten voor het eerste elftal. Fischer kwam na ruim een uur spelen in de ploeg voor Kolbeinn Sigþórsson.
In de Eredivisiewedstrijd tegen Heracles Almelo (0–0) op 26 januari 2016 speelde Fischer zijn 100ste officiële wedstrijd in dienst van Ajax. Hiermee werd hij de 159ste Ajacied die deze mijlpaal wist te bereiken. In deze wedstrijd verving hij Amin Younes na een uur spelen. Fischer kwam gedurende het seizoen steeds minder aan zijn minuten bij het eerste elftal. Hierdoor moest hij een aantal maal opdraven bij Jong Ajax. Trainer Frank de Boer vond zijn houding bij Jong Ajax ondermaats waarop hij besloot hem tijdens het thuisduel met Roda JC op de tribune te zetten.
Fischer speelde ruim 80 wedstrijden in zijn periode bij AFC Ajax.

### Middlesbrough
Fischer tekende eind mei 2016 een vierjarig contract bij Middlesbrough, dat net als nummer twee van de Championship gepromoveerd was naar de Premier League. De Engelse club betaalde vijf miljoen euro, exclusief bonussen, voor de Deen die bij Ajax geen vaste basisplaats meer had. Fischers debuut voor Middlesbrough volgde op 28 augustus 2016 in een uitwedstrijd tegen West Bromwich Albion. Hij kwam in de 94e minuut in het veld voor Christian Stuani. De wedstrijd eindigde in een 0-0 gelijkspel. Fischer speelde dat seizoen 436 minuten verdeeld over dertien competitiewedstrijden. Zijn ploeggenoten en hij degradeerden aan het eind van het jaar als nummer negentien uit de Premier League.

### FSV Mainz 05
Fischer tekende in juni 2017 een contract tot medio 2021 bij FSV Mainz 05, de nummer vijftien van de Bundesliga in het voorgaande seizoen.

### FC Kopenhagen
In januari 2018 keerde Fischer terug naar Denemarken, waar hij een contract tekende tot 2022 bij regerend landskampioen FC Kopenhagen. Hij kende een sterk eerste half jaar waarin hij goed was voor 7 competitiedoelpunten.

### Antwerp FC
In de zomer van 2021 werd Fischer overgenomen door het Belgische Royal Antwerp FC, waar hij een contract kreeg tot 2025. Hij debuteerde op 1 augustus 2021 in de competitiewedstrijd tegen KV Kortrijk. Na een zeer sterke start van het seizoen waarbij hij op het veld van RSC Charleroi zijn eerste treffer wist te maken, zag de onfortuinlijke Fischer echter een vervroegd einde komen aan zijn eerste seizoen. Halverwege de jaargang diende hij noodgedwongen af te haken met een enkelblessure die hem de rest van het seizoen aan de kant hield. Fischer onderging een operatie aan de enkel, maar hij kwam niet meer aan spelen toe. Hij speelde in totaal 35 wedstrijden voor Antwerp, waarin hij 3 keer scoorde en 8 assists gaf. 
Op 3 februari 2023 werd Fischer voor een seizoen verhuurd aan de Zweedse club AIK, maar dat werd geen succes. Door aanhoudende blessures zette de linksbuiten eind juni 2023 op amper 29-jarige leeftijd een punt achter zijn voetbalcarrière.

## Clubstatistieken
| Seizoen     | Club             | Competitie      | Competitie | Competitie | Competitie | Beker | Beker | Beker | Internationaal | Internationaal | Internationaal | Totaal | Totaal | Totaal |
| Seizoen     | Club             | Competitie      | Wed.       | Dlp.       | Ass.       | Wed.  | Dlp.  | Ass.  | Wed.           | Dlp.           | Ass.           | Wed.   | Dlp.   | Ass.   |
| ----------- | ---------------- | --------------- | ---------- | ---------- | ---------- | ----- | ----- | ----- | -------------- | -------------- | -------------- | ------ | ------ | ------ |
| 2012/13     | Ajax             | Eredivisie      | 23         | 10         | 5          | 5     | 2     | 1     | 5              | 0              | 0              | 33     | 12     | 6      |
| 2013/14     | Ajax             | Eredivisie      | 24         | 3          | 5          | 5     | 4     | 3     | 6              | 0              | 0              | 35     | 7      | 8      |
| 2014/15     | Ajax             | Eredivisie      | 4          | 3          | 0          | 0     | 0     | 0     | —              | —              | —              | 4      | 3      | 0      |
| 2015/16     | Ajax             | Eredivisie      | 28         | 8          | 3          | 2     | 1     | 0     | 9              | 2              | 1              | 39     | 11     | 4      |
| Club Totaal | Club Totaal      | Club Totaal     | 79         | 24         | 13         | 12    | 7     | 4     | 20             | 2              | 1              | 111    | 33     | 18     |
| 2016/17     | Middlesbrough    | Premier League  | 13         | 0          | 3          | 3     | 0     | 0     | —              | —              | —              | 16     | 0      | 3      |
| Club Totaal | Club Totaal      | Club Totaal     | 13         | 0          | 3          | 3     | 0     | 0     | 0              | 0              | 0              | 16     | 0      | 3      |
| 2017/18     | FSV Mainz 05     | Bundesliga      | 10         | 0          | 0          | 2     | 2     | 0     | —              | —              | —              | 12     | 2      | 0      |
| Club Totaal | Club Totaal      | Club Totaal     | 10         | 0          | 0          | 2     | 2     | 0     | 0              | 0              | 0              | 12     | 2      | 0      |
| 2017/18     | FC Kopenhagen    | Superligaen     | 18         | 7          | 9          | 1     | 0     | 0     | 2              | 1              | 0              | 21     | 8      | 9      |
| 2018/19     | FC Kopenhagen    | Superligaen     | 25         | 9          | 12         | 0     | 0     | 0     | 9              | 2              | 5              | 34     | 11     | 17     |
| 2019/20     | FC Kopenhagen    | Superligaen     | 20         | 2          | 9          | 2     | 1     | 0     | 11             | 1              | 0              | 33     | 4      | 9      |
| 2020/21     | FC Kopenhagen    | Superligaen     | 27         | 4          | 9          | 1     | 2     | 0     | 3              | 0              | 0              | 31     | 6      | 9      |
| 2021/22     | FC Kopenhagen    | Superligaen     | 0          | 0          | 0          | 0     | 0     | 0     | 1              | 0              | 0              | 1      | 0      | 0      |
| Club Totaal | Club Totaal      | Club Totaal     | 90         | 22         | 39         | 4     | 3     | 0     | 26             | 4              | 5              | 120    | 29     | 44     |
| 2021/22     | Royal Antwerp FC | Eerste klasse A | 18         | 3          | 6          | 0     | 0     | 0     | 5              | 0              | 2              | 23     | 3      | 8      |
| 2022/23     | Royal Antwerp FC | Eerste klasse A | 7          | 0          | 0          | 2     | 0     | 0     | 3              | 0              | 0              | 12     | 0      | 0      |
| Club Totaal | Club Totaal      | Club Totaal     | 25         | 3          | 6          | 2     | 0     | 0     | 8              | 0              | 2              | 35     | 3      | 8      |
| 2022/23     | AIK Fotboll      | Allsvenskan     | 8          | 0          | 0          | 4     | 2     | 0     | 0              | 0              | 0              | 12     | 2      | 0      |
| TOTAAL      | TOTAAL           | TOTAAL          | 225        | 49         | 61         | 27    | 14    | 4     | 54             | 6              | 8              | 306    | 69     | 73     |

## Interlandcarrière

### Jeugdelftallen
Zijn debuut als jeugdinternational maakte hij voor het team van Denemarken voor spelers onder 16 jaar. Dit was in een vriendschappelijke wedstrijd tegen Polen onder 16 (0 – 0). In zijn tweede interland, opnieuw tegen polen, scoorde hij de enige goal voor Denemarken onder 16.
Op 28 juli 2009 maakte Fischer zijn debuut voor Denemarken onder 17 in een wedstrijd op het Inter Nordic Tournament Tegen Engeland onder 17 die na verlenging in 1-1 eindigde en na strafschoppen door Engeland werd gewonnen. Op 25 september 2009 scoorde hij zijn eerste doelpunt voor Denemarken onder 17 in de EK-kwalificatiewedstrijd tegen Montenegro onder 17 die met 8-1 werd gewonnen. Op het Inter Nordic Tournament –17 in 2010 eindigde Fischer met Denemarken op een derde plaats. In de troostfinale tegen Noorwegen –17 wist Fischer een hattrick te maken.
Hij kwalificeerde zich met Denemarken –17 voor het EK –17 2011 in Servië. Met 7 doelpunten in 6 kwalificatiewedstrijden had Fischer een belangrijke bijdrage bij de kwalificatie voor dit EK. Fischer was in de groepsfase waarin Denemarken –17 als nummer 1 eindigde tweemaal trefzeker. In de halve finale was Duitsland met 2-0 te sterk. Door de deelname aan dit EK mocht Fischer met Denemarken ook deelnemen aan het WK –17 in Mexico. Fischer scoorde op dit WK in de tweede groepsfasewedstrijd tegen Ivoorkust –17 zijn 20e doelpunt voor Denemarken –17 waarmee hij Jeppe Tengbjerg als topscorer aller tijden van Denemarken onder 17 wist te evenaren. Hij kwam met Denemarken niet verder dan de groepsfase. Fischer speelde in totaal 30 wedstrijden voor onder 17 waarin hij twintigmaal trefzeker was. Daarnaast kwam Fischer ook nog uit voor het team onder 19.
Fischer debuteerde op 16 oktober 2012 voor Jong Denemarken in een EK-kwalificatiewedstrijd tegen Jong Spanje die met 3–1 werd verloren. Fischer kwam door blessureleed vrijwel het hele seizoen 2014/15 niet in actie. Hij werd op 1 juni 2015 wel opgenomen in de EK-selectie van Jong Denemarken voor het EK –21 in Tsjechië. Fischer had op dat moment al zes interlands gespeeld voor het 'grote' Denemarken. Fischer was in de derde groepswedstrijd tegen Jong Servië verantwoordelijk voor de 2–0 eindstand waardoor Jong Denemarken als groepswinnaar door ging naar de halve finale. In deze halve finale was Jong Zweden, die het toernooi uiteindelijk winnend afsloot, met 4–1 te sterk voor Jong Denemarken.
| Jeugdinterlands van Viktor Fischer | Jeugdinterlands van Viktor Fischer | Jeugdinterlands van Viktor Fischer | Jeugdinterlands van Viktor Fischer | Jeugdinterlands van Viktor Fischer | Jeugdinterlands van Viktor Fischer |
| Team (№ interlands)                | Datum                              | Wedstrijd                          | Uitslag                            | Soort Wedstrijd                    | Goals                              |
| ---------------------------------- | ---------------------------------- | ---------------------------------- | ---------------------------------- | ---------------------------------- | ---------------------------------- |
| Onder 16 (1.)                      | 14 oktober 2008                    | Polen – Denemarken                 | 0 – 0                              | Vriendschappelijk                  | 0                                  |
| Onder 16 (2.)                      | 16 oktober 2008                    | Polen – Denemarken                 | 3 – 1                              | Vriendschappelijk                  | 1                                  |
| Onder 16 (3.)                      | 24 april 2009                      | Denemarken – Hongarije             | 5 – 0                              | Vriendschappelijk                  | 0                                  |
| Onder 16 (4.)                      | 27 april 2009                      | Denemarken – Hongarije             | 4 – 3                              | Vriendschappelijk                  | 0                                  |
| Onder 17 (1.)                      | 28 juli 2009                       | Denemarken - Engeland              | 1 – 1 (7 – 8 wns)                  | Inter Nordic Tournament            | 0                                  |
| Onder 17 (2.)                      | 29 juli 2009                       | Denemarken - Noorwegen             | 1 – 3                              | Inter Nordic Tournament            | 0                                  |
| Onder 17 (3.)                      | 31 juli 2009                       | Denemarken - Faeröer               | 5 – 1                              | Inter Nordic Tournament            | 0                                  |
| Onder 17 (4.)                      | 2 augustus 2009                    | Denemarken - Zweden                | 4 – 2                              | Inter Nordic Tournament            | 0                                  |
| Onder 17 (5.)                      | 25 september 2009                  | Denemarken - Kroatië               | 1 – 2                              | EK-kwalificatie '10                | 0                                  |
| Onder 17 (6.)                      | 25 september 2009                  | Denemarken - Montenegro            | 8 – 1                              | EK-kwalificatie '10                | 1                                  |
| Onder 16 (5.)                      | 13 oktober 2009                    | Denemarken – Ierland               | 4 – 1                              | Vriendschappelijk                  | 2                                  |
| Onder 16 (6.)                      | 15 oktober 2009                    | Denemarken – Ierland               | 3 – 1                              | Vriendschappelijk                  | 0                                  |
| Onder 16 (7.)                      | 24 januari 2010                    | Denemarken – België                | 0 – 3                              | Aegean Cup                         | 0                                  |
| Onder 16 (8.)                      | 26 januari 2010                    | Denemarken – Turkije               | 1 – 1                              | Aegean Cup                         | 1                                  |
| Onder 16 (9.)                      | 28 januari 2010                    | Denemarken – Oekraïne              | 0 – 2                              | Aegean Cup                         | 0                                  |
| Onder 16 (10.)                     | 11 mei 2010                        | Denemarken – Turkije               | 1 – 2                              | Vriendschappelijk                  | 0                                  |
| Onder 17 (7.)                      | 3 augustus 2010                    | Denemarken - IJsland               | 3 – 0                              | Inter Nordic Tournament            | 0                                  |
| Onder 17 (8.)                      | 4 augustus 2010                    | Denemarken - Engeland              | 0 – 2                              | Inter Nordic Tournament            | 0                                  |
| Onder 17 (9.)                      | 6 augustus 2010                    | Denemarken - Finland               | 2 – 2                              | Inter Nordic Tournament            | 1                                  |
| Onder 17 (10.)                     | 8 augustus 2010                    | Denemarken - Noorwegen             | 5 – 3                              | Inter Nordic Tournament            | 3                                  |
| Onder 17 (11.)                     | 24 augustus 2010                   | Denemarken - Noorwegen             | 4 – 0                              | Syrenka Cup                        | 2                                  |
| Onder 17 (12.)                     | 25 augustus 2010                   | Denemarken - Polen                 | 2 – 0                              | Syrenka Cup                        | 0                                  |
| Onder 17 (13.)                     | 27 augustus 2010                   | Denemarken - Roemenië              | 2 – 0                              | Syrenka Cup                        | 0                                  |
| Onder 17 (14.)                     | 22 september 2010                  | Denemarken - Wales                 | 1 – 0                              | EK-kwalificatie '11                | 1                                  |
| Onder 17 (15.)                     | 24 september 2010                  | Denemarken - België                | 2 – 0                              | EK-kwalificatie '11                | 0                                  |
| Onder 17 (16.)                     | 27 september 2010                  | Denemarken - Litouwen              | 7 – 0                              | EK-kwalificatie '11                | 5                                  |
| Onder 17 (17.)                     | 6 februari 2011                    | Denemarken - België                | 1 – 1                              | La Manga '11                       | 0                                  |
| Onder 17 (18.)                     | 8 februari 2011                    | Denemarken - Noorwegen             | 5 – 1                              | La Manga '11                       | 3                                  |
| Onder 17 (19.)                     | 10 februari 2011                   | Denemarken - Polen                 | 0 – 1                              | La Manga '11                       | 0                                  |
| Onder 17 (20.)                     | 23 maart 2011                      | Denemarken - Ierland               | 2 – 2                              | EK-kwalificatie '11                | 1                                  |
| Onder 17 (21.)                     | 25 maart 2011                      | Denemarken - Letland               | 1 – 0                              | EK-kwalificatie '11                | 0                                  |
| Onder 17 (22.)                     | 28 maart 2011                      | Denemarken - Griekenland           | 1 – 0                              | EK-kwalificatie '11                | 0                                  |
| Onder 17 (23.)                     | 3 mei 2011                         | Denemarken - Servië                | 3 – 2                              | EK Servië 2011 groepsfase          | 1                                  |
| Onder 17 (24.)                     | 6 mei 2011                         | Denemarken - Engeland              | 2 – 0                              | EK Servië 2011 groepsfase          | 1                                  |
| Onder 17 (25.)                     | 9 mei 2011                         | Denemarken - Frankrijk             | 1 – 0                              | EK Servië 2011 groepsfase          | 0                                  |
| Onder 17 (26.)                     | 12 mei 2011                        | Denemarken - Duitsland             | 0 – 2                              | EK Servië 2011 halve finale        | 0                                  |
| Onder 17 (27.)                     | 12 mei 2011                        | Denemarken - Ecuador               | 1 – 1                              | Vriendschappelijk                  | 0                                  |
| Onder 17 (28.)                     | 20 juni 2011                       | Brazilië - Denemarken              | 3 – 0                              | WK Mexico 2011 groepsfase          | 0                                  |
| Onder 17 (29.)                     | 23 juni 2011                       | Ivoorkust - Denemarken             | 4 – 2                              | WK Mexico 2011 groepsfase          | 1                                  |
| Onder 17 (30.)                     | 27 juni 2011                       | Australië - Denemarken             | 1 – 1                              | WK Mexico 2011 groepsfase          | 0                                  |
| Onder 19 (1.)                      | 5 oktober 2011                     | Denemarken – Albanië               | 1 – 0                              | EK-kwalificatie '12                | 0                                  |
| Onder 19 (2.)                      | 7 oktober 2011                     | Denemarken – Malta                 | 4 – 0                              | EK-kwalificatie '12                | 1                                  |
| Onder 19 (3.)                      | 28 februari 2012                   | Oekraïne – Denemarken              | 5 – 1                              | Vriendschappelijk                  | 0                                  |
| Onder 19 (4.)                      | 23 mei 2012                        | Denemarken – Cyprus                | 6 – 2                              | EK-kwalificatie '12                | 2                                  |
| Onder 19 (5.)                      | 25 mei 2012                        | Denemarken – Turkije               | 3 – 1                              | EK-kwalificatie '12                | 0                                  |
| Onder 19 (6.)                      | 6 september 2012                   | Zweden – Denemarken                | 1 – 2                              | Vriendschappelijk                  | 0                                  |
| Onder 21 (1.)                      | 16 oktober 2012                    | Denemarken – Spanje                | 1 – 3                              | EK-kwalificatie '13                | 0                                  |
| Onder 21 (2.)                      | 17 juni 2015                       | Tsjechië – Denemarken              | 1 – 2                              | EK Tsjechië 2015 groepsfase        | 0                                  |
| Onder 21 (3.)                      | 20 juni 2015                       | Duitsland – Denemarken             | 3 – 0                              | EK Tsjechië 2015 groepsfase        | 0                                  |
| Onder 21 (4.)                      | 23 juni 2015                       | Denemarken – Servië                | 2 – 0                              | EK Tsjechië 2015 groepsfase        | 1                                  |
| Onder 21 (5.)                      | 27 juni 2015                       | Denemarken – Zweden                | 1 – 4                              | EK Tsjechië 2015 halve finale      | 0                                  |
| Onder 21 (6.)                      | 25 maart 2016                      | Luxemburg – Denemarken             | 0 – 1                              | EK-kwalificatie '17                | 0                                  |
| Onder 21 (7.)                      | 29 maart 2016                      | Armenië – Denemarken               | 1 – 3                              | EK-kwalificatie '17                | 1                                  |

### Denemarken
Op 14 november 2012 debuteerde hij in het Deens voetbalelftal. Hij kwam in een uitwedstrijd tegen Turkije (1-1) in de 66e minuut in de ploeg voor Michael Krohn-Dehli. Fischer maakte op maandag 8 juni 2015 zijn eerste interlanddoelpunt. Tijdens een met 2-1 gewonnen oefeninterland thuis tegen Montenegro schoot hij vijf minuten voor tijd vanuit een strafschop de winnende goal binnen.
Fischer was een van de spelers in de Deense selectie dat naar het WK 2018 in Rusland ging. In de laatste groepswedstrijd (tegen Frankrijk) mocht hij een half uur voor tijd invallen. De volgende wedstrijd (de achtste finale) vloog Denemarken eruit tegen Kroatië, Fischer speelde niet.
| Interlands van Viktor Fischer voor Denemarken | Interlands van Viktor Fischer voor Denemarken | Interlands van Viktor Fischer voor Denemarken | Interlands van Viktor Fischer voor Denemarken | Interlands van Viktor Fischer voor Denemarken | Interlands van Viktor Fischer voor Denemarken |
| №                                             | Datum                                         | Wedstrijd                                     | Uitslag                                       | Competitie                                    | Doelpunten                                    |
| Als speler van Ajax                           | Als speler van Ajax                           | Als speler van Ajax                           | Als speler van Ajax                           | Als speler van Ajax                           | 2                                             |
| --------------------------------------------- | --------------------------------------------- | --------------------------------------------- | --------------------------------------------- | --------------------------------------------- | --------------------------------------------- |
| 1.                                            | 14 november 2012                              | Turkije – Denemarken                          | 1 – 1                                         | Vriendschappelijk                             |                                               |
| 2.                                            | 6 februari 2013                               | Macedonië – Denemarken                        | 3 – 0                                         | Vriendschappelijk                             |                                               |
| 3.                                            | 14 augustus 2013                              | Polen – Denemarken                            | 3 – 2                                         | Vriendschappelijk                             |                                               |
| 4.                                            | 6 september 2013                              | Malta – Denemarken                            | 1 – 2                                         | Kwalificatie WK 2014                          |                                               |
| 5.                                            | 10 september 2013                             | Armenië – Denemarken                          | 0 – 1                                         | Kwalificatie WK 2014                          |                                               |
| 6.                                            | 15 november 2013                              | Denemarken – Noorwegen                        | 2 – 1                                         | Vriendschappelijk                             |                                               |
| 7.                                            | 8 juni 2015                                   | Denemarken – Montenegro                       | 2 – 1                                         | Vriendschappelijk                             | 86'                                           |
| 8.                                            | 14 november 2015                              | Zweden – Denemarken                           | 2 – 1                                         | Kwalificatie EK 2016                          |                                               |
| 9.                                            | 3 juni 2016                                   | Bosnië en Herzegovina – Denemarken            | 2 – 2                                         | Vriendschappelijk                             |                                               |
| 10.                                           | 7 juni 2016                                   | Bulgarije – Denemarken                        | 0 – 4                                         | Vriendschappelijk                             | 41'                                           |
| Als speler van Middlesbrough                  | Als speler van Middlesbrough                  | Als speler van Middlesbrough                  | Als speler van Middlesbrough                  | Als speler van Middlesbrough                  | 1                                             |
| 11.                                           | 31 augustus 2016                              | Denemarken – Liechtenstein                    | 5 – 0                                         | Vriendschappelijk                             | 61'                                           |
| 12.                                           | 4 september 2016                              | Denemarken – Armenië                          | 1 – 0                                         | Kwalificatie WK 2018                          |                                               |
| 13.                                           | 8 oktober 2016                                | Polen – Denemarken                            | 3 – 2                                         | Kwalificatie WK 2018                          |                                               |
| 14.                                           | 11 oktober 2016                               | Denemarken – Montenegro                       | 0 – 1                                         | Kwalificatie WK 2018                          |                                               |
| 15.                                           | 15 november 2016                              | Tsjechië – Denemarken                         | 1 – 1                                         | Vriendschappelijk                             |                                               |
| Als speler van Mainz                          | Als speler van Mainz                          | Als speler van Mainz                          | Als speler van Mainz                          | Als speler van Mainz                          | 0                                             |
| 16.                                           | 4 september 2017                              | Armenië – Denemarken                          | 1 – 4                                         | Kwalificatie WK 2018                          |                                               |
| Als speler van Kopenhagen                     | Als speler van Kopenhagen                     | Als speler van Kopenhagen                     | Als speler van Kopenhagen                     | Als speler van Kopenhagen                     | 0                                             |
| 17.                                           | 27 maart 2018                                 | Denemarken – Chili                            | 0 – 0                                         | Vriendschappelijk                             |                                               |
| 18.                                           | 2 juni 2018                                   | Zweden – Denemarken                           | 0 – 0                                         | Vriendschappelijk                             |                                               |
| 19.                                           | 9 juni 2018                                   | DEN – Mexico                                  | 2 – 0                                         | Vriendschappelijk                             |                                               |
| 20.                                           | 26 juni 2018                                  | Denemarken – Frankrijk                        | 0 – 0                                         | Wereldkampioenschap voetbal 2018 (Groep C)    |                                               |
| 21.                                           | 9 september 2018                              | Denemarken – Wales                            | 2 – 0                                         | UEFA Nations League 2018/19 Divisie B4        |                                               |

Bijgewerkt t/m 9 september 2018

## Erelijst
Ajax
| Nationaal            |    |            |
| Eredivisie           | 2x | 2013, 2014 |
| Johan Cruijff Schaal | 1x | 2013       |

Persoonlijk
| Prijs                                 | Aantal   | Jaren                                 |
| ------------------------------------- | -------- | ------------------------------------- |
| Denemarken                            |          |                                       |
| Deens Talent van het jaar             | 1x       | 2012                                  |
| Topscorer aller tijden Denemarken –17 | 20 Dlp.  | 2009–2011 (Samen met Jeppe Tengbjerg) |
| Nederland                             |          |                                       |
| Ajax Talent van het jaar              | 1x       | 2013                                  |
| Ajax club van honderd lid             | 107 Wed. | 2012–                                 |

## Trivia
- Søren Lerby deed dienst als zaakwaarnemer van Fischer.